# Tende (peuple)
Les Tende, aussi appelés Batende, ou encore Batiene, (prononciation plus proche de leur langue), est un peuple bantou d'Afrique centrale, surtout présent en république démocratique du Congo. 
Les Tende sont originaires d'Angola, ils habitent dans les territoires de Bolobo et de Yumbi (province du Mai-Ndombe).
Ils cohabitent avec les Nunu-Bobangi, venus selon la tradition, de la rivière Oubangi et des Tékés, immigrés du Gabon. En voici quelques villages: Nkombe, Bombolimboka, Molende, Ilebo-Mangala, Boponga, Moboku, Makanza, Malebo, Ndwa, Mistandunga ou Mongama etc.
De violents affrontements ont eu lieu à Bolobo entre les Batende et les Banunu en 2006, parce que les Tende, quoique derniers occupants de la contrée se prétendent propriétaires exclusifs des terres des territoires de Bolobo et Yumbi.  
Pour développer leur contrée (qui va de Bolobo à Nganya), tous les Batiene se sont regroupés au sein d'une association socioculturelle dénommée Kebima.